# Liste der Geotope im Landkreis Heidekreis
Die Liste der Geotope im Landkreis Heidekreis enthält die Geotope im Landkreis Heidekreis in Niedersachsen. Einige dieser Geotope stehen zugleich als Naturdenkmal (ND), Landschaftsschutzgebiet (LSG), Naturschutzgebiet (NSG) oder Teil von diesen unter Schutz.
| Geotop-Nr. | Bezeichnung                              | Ort                                                                          | Bemerkung | Koordinaten                     | Bild                       |
| ---------- | ---------------------------------------- | ---------------------------------------------------------------------------- | --- | ------------------------------- | -------------------------- |
| 2924/01    | Findling                                 | 0,5 km SE Sprengel auf Füllmaterial einer ehemaligen Sandgrube, Neuenkirchen | Geotoptyp: Findling. Länge 2,3 m, Breite 0,7 m Höhe 1,6 m. Stratigraphie: Quartär-Pleistozän, Saale-Kaltzeit. Petrographie: Augengneis. | 53° 3′ 46,4″ N, 9° 44′ 22,6″ O  |                            |
| 2925/01    | Erdfall "Grundlose Kuhle" über Salzstock | ca. 1,3 km SE Ahlften, Soltau                                                | Geotoptyp: Erdfall. Durchmesser ca. 12 m. Stratigraphie: Perm-Zechstein bis Quartär. Naturdenkmal ND-HK 21. | 52° 59′ 59,6″ N, 9° 51′ 12,6″ O | Grundlose Kuhle bei Soltau |
| 3024/12    | Quellgebiet                              | im Hambrook, NO von Jettebruch, Bad Fallingbostel                            | Geotoptyp: Quellgebiet. Naturdenkmal ND-HK 16. | 52° 56′ 12,1″ N, 9° 48′ 35,6″ O |                            |
| 3025/06    | Wilde Berge                              | ca. 3 km W Suroide, Wietzendorf                                              | Geotoptyp: Moränengebiet. Größe 15 ha. Landschaftsschutzgebiet LSG-HK 30 Wilde Berge und Umgebung. | 52° 57′ 57,6″ N, 9° 55′ 33,6″ O |                            |
| 3122/04    | Binnendüne                               | nordwestlich Groß Häuslingen bzw. südöstlich Klein Häuslingen                | Geotoptyp: Düne. Länge 250 m, Breite 150 m. Sandkuppe in der Allerniederung. Der Dünenkörper sitzt dem weichselzeitlichen Talsand (Niederterrasse) auf. Eine kleine Sandgrube im Norden sowie eine flache Steilkante im Nordosten des Dünenkörpers werden als Reliktefrüherer Abbautätigkeit gedeutet. Stratigraphie: Quartär-Holozän. Petrographie: Fein- bis Mittelsand, Äolisch. | 52° 48′ 31″ N, 9° 21′ 41″ O     |                            |
| 3125/01    | regenerierendes Hochmoor                 | SW Marbostel, Bergen                                                         | Geotoptyp: Hochmoor. Fläche 850,0 ha. Stratigraphie: Quartär. Im Naturschutzgebiet NSG LÜ 134 "Großes Moor bei Becklingen" | 52° 52′ 37,2″ N, 9° 56′ 57,5″ O | weitere Bilder             |
| 3224/02    | Findling "Hohenstein"                    | Ostenholz, an der Kirche, Bad Fallingbostel                                  | Geotoptyp: Findling. Stratigraphie: Quartär-Pleistozän, Saale-Kaltzeit. Petrographie: Granit. Naturdenkmal ND-HK 50. | 52° 46′ 31,1″ N, 9° 43′ 19,9″ O | Findling "Hohenstein"      |